# Священні печери мая

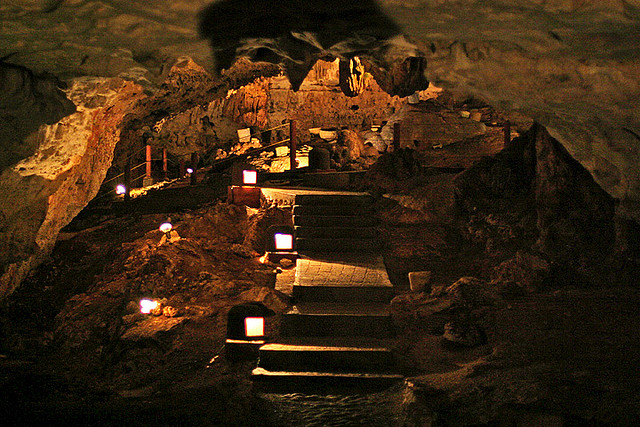
Печера Баланканче

Священні печери мая — підземні карстові печери, що використовувалися народами цивілізації мая з культовими та побутовими цілями. Їхній статус був пов'язаний з міфологією та віруваннями давніх мая. на сьогодні виявлено близько 2000 таких печер. Мовою мая називалися актун.

## Опис та значення
Згідно із класифікацією печери поділяють на 3 групи, відповідно до їхнього використання давніми мая: ритуальні місця; робочі місця для господарських потреб або тимчасові житла; шахти, які назвали депозитними камерами. Кожна категорія має свої характерні фізичні риси, які допомагають досліджувати щоденне життя стародавніх мая. Так, ритуальні печери використовувалися тільки жерцями.
У ритуальних печерах мая зводили стіни з кам'яної кладки, перемички і косяки, що свідчить про облаштування для ритуальних церемоній. Культовий характер їх пов'язаний з обрядовою та легендарною пам'ятю мая, коли їхні предки мешкали у печерах. Це відобразилася в їхніх віруваннях та міфах про Шибальбу, місце підземного світу. За іншою версією, культ печер могли привнести тольтеки або теотіуаканці.
Про проведені тут ритуальні церемонії свідчать знайдені петрогліфами і сині малюнками (колір, що має відношення до священного) рук, оленів і образів Чака (бога дощу). Тут існували священні води (сухуй-ха), до яких ніколи не доторкалися людські руки. Вони збиралися зі сталактитів в спеціально вигравіювані для цих цілей жорна. Сучасні мая досі збирають ритуальну рідину, яка застосовується в церемоніях в печерах подібних Актун-Усіль в муніципалітеті Машкану і Актун-Сабаха в Текаші.
Печеру Актун-Усіль використовували в астрономічних цілях де, на думку вчених, створювався календар для сільського господарства і суспільства в цілому. Тут знайдені червоні малюнки, начерки сторін світу і чисел.
Виявлені археологами в низці печер побутові предмети, зокрема жорна, миски і таці та інший керамічний посуд, що характеризує побут мешканців цих печер. Мая в разі необхідності добре тут облаштовувалися, перетворюючи систему печер на підземні міста. Деякі печери пов'язані з сенотами (своєрідними колодязями), а на півострові Юкатан існувало ціле священне місто з 11 храмів та 100-метровою дорогою. В інших печерах були знайдені фрески на стінах. Для таких, побутових цілей, стародавні мая освоювали печери з природним освітленням, зокрема Ель-Рамональ в муніципалітеті Текаш.
Третій тип печер використовувався для видобутку мінералів і глини, яку використовували для виготовлення кераміки або для фінішної обробки будинків. До цього виду печер належить Актун Хо'он в Текаші. Оскільки існувало правило, відповідно до якого кожен певний період часу всі господарські інструменти знищувалися, то їх відносили в печери.

## Дослідження
Перші дослідження печер мая розпочалися у 1939 році, коли було знайдено вхід до печери Баланканче, що неподалік від Чичен-Іци. У 1954 році в цій печері Хосе Умберто Гомес виявив святилище, яке складалося з «Вівтаря ягуара» і «Вівтаря незайманих вод». Надалі вдалося встановити приблизний час спорудження — 842 рік.
У 1997 році Національним інститутом антропології і історії Мексики започатковано проєкт «Печери: опис доіспанських культурних свідоцтв в області Пуук» для збереження археологічної спадщини мая, визначення місць знаходження, розмірів і топографічних особливостей печер за допомоги супутника. Досліджується область Пуук, що охоплює південь і південний сход штату Юкатан, охоплює археологічні зони Ушмаль, Чакмультун і Ошкінток. На сьогодні описано 300 печер.
Інформація, здобута в цих печерах, підтверджує традиції і звичаї, описані в історичних джерелах. Усередині них були виявлені сліди ритуальної та господарської діяльності, цікаві з точки зору археології.